# Brevipalpus lippiae
Brevipalpus lippiae är en spindeldjursart som beskrevs av Baker och James P. Tuttle 1987. Brevipalpus lippiae ingår i släktet Brevipalpus och familjen Tenuipalpidae. Inga underarter finns listade.